# Henry Norris Russell
Henry Norris Russell (25 de octubre de 1877-18 de febrero de 1957) fue un astrónomo estadounidense. Estudió en la Universidad de Princeton, donde se convirtió en profesor de astronomía en 1905 y después en director del observatorio en 1911. Junto a Ejnar Hertzsprung, aunque trabajando de forma independiente, desarrolló el diagrama de Hertzsprung-Russell (hacia el 1910).
Fue galardonado, en 1925, con el premio Rumford por sus trabajos sobre la radiación estelar. Año este en el que también obtuvo la Medalla Bruce. Aunque aparentemente, rechazó la tesis de Cecilia Payne-Gaposchkin en 1925, dónde ella afirmaba que el sol está, básicamente, compuesto de hidrógeno y helio, tachandola de "imposible". Para darse cuenta, años después, de que la hipótesis de Cecilia era correcta. Permitiéndo, durante décadas, que le atribuyeran su autoría (y los honores que conllevaba). Otro prominente astrónomo, calificó la tesis doctoral de Cecilia Payne-Gaposchkin, como la más brillante tesis doctoral en Astronomía jamás escrita.

## Vida personal
En noviembre de 1908, Russell, se casó con Lucy May Cole (1881-1968). Tuvieron cuatro hijos. Su hija menor, Margaret, se casó con el también astrónomo, Frank K. Edmondson, alrededor de 1930.

## Distinciones honoríficas

### Premios
- Medalla de oro de la Real Sociedad Astronómica (1921)[2][3]
- Medalla Henry Draper (1922)
- Medalla Bruce (1925)[4]
- Premio Rumford (1925)
- Medalla Franklin (1934)
- Medalla Janssen de la Academia de Ciencias de Francia (1936)

### Epónimos
- Plaza de Profesor Henry Norris Russell de la Sociedad Astronómica Americana
- Cráter lunar Russell,[5] honor compartido con el pintor británico del mismo apellido John Russell (1745-1806)
- Cráter marciano Russell[6]
- Asteroide (1762) Russell[7]